# Perchestān
Perchestān (persiska: پرچستان, پَرچِستان) är en ort i Iran.   Den ligger i provinsen Lorestan, i den centrala delen av landet, 300 km sydväst om huvudstaden Teheran. Perchestān ligger 1 994 meter över havet och antalet invånare är 163.
Terrängen runt Perchestān är kuperad åt sydväst, men åt nordost är den platt. Runt Perchestān är det ganska glesbefolkat, med 48 invånare per kvadratkilometer. Närmaste större samhälle är Zarnān, 15,7 km söder om Perchestān. Trakten runt Perchestān består i huvudsak av gräsmarker.